# Stephanie Hoolahan
Stephanie Hoolahan (1974) è un'ex sciatrice alpina canadese.

## Biografia
Specialista delle prove veloci, la Hoolahan debuttò in campo internazionale in occasione dei Mondiali juniores di Geilo/Hemsedal 1991; in Coppa del Mondo ottenne il primo piazzamento il 2 febbraio 1992 a Grindelwald in combinata chiudendo al 22º posto e tale risultato sarebbe rimasto il migliore della Hoolahan nel massimo circuito internazionale, nel quale prese ottenne l'ultimo piazzamento il 15 gennaio 1994 a Cortina d'Ampezzo in supergigante (48ª). Si ritirò al termine della stagione 1997-1998 e la sua ultima gara fu uno slalom speciale FIS disputato il 10 aprile a Sun Valley; non prese parte a rassegne olimpiche o iridate.

## Palmarès

### Coppa del Mondo
- Miglior piazzamento in classifica generale: 113ª nel 1992

### Campionati canadesi
- 1 oro (combinata nel 1991)[1]